# Michael Christopher von Schnitter
Michael Christopher von Schnitter (november 1662 – 1738) var en tysk officer i dansk tjeneste. Begravet 17. april 1738 i Helsingør.
Stamfaderen til den Schnitterske familie blev ophøjet i den tyske rigsadelstand af kejser Karl 5. Michael Christopher von Schnitter var søn af kurfyrstelig brandenborgsk «Oberhauptmann» over artilleriet i Minden Onophrius von Schnitter (f. 1620) og Margaretha von Tessin. Han hørte til en slægt, der gennem flere led havde viet sig til den militære stand, og tilbragte selv sin ungdom med krigersk færd på forskellige krigsskuepladser i Europa. Som fændrik i østrigsk tjeneste overværede han 1683 tyrkernes Belejring af Wien og tog et grundrids af de omfattende belejringsarbejder, som han forelagde kejser Leopold 1. Senere toges han i tjeneste af kurfyrst Frederik 3. af Brandenburg som løjtnant ved det ungholstenske Infanteriregiment og blev kort efter kaptajn. Han deltog med de brandenborgske tropper som overkvartermester i kampene i Ungarn og som overingeniør i belejringen af Ofen 1686. Under Hertug Carl 4. Leopold af Lothringen var han på østrigsk side med ved erobringen af Mainz 1689 sammen med sin ældste broder. Han deltog dernæst i hele den flanderske og brabantske krig, i de 3 sidste Kampagner som generalkvartermester ved de danske tropper, indtil freden blev sluttet med Frankrig i Rijswijk 1697. Efter krigen drog han med den danske general en chef, hertug Ferdinand Vilhelm af Württemberg, til København og blev på dennes anbefaling taget i dansk krigstjeneste.
Han udnævntes nemlig til generalkvartermester-løjnant ved den holstenske fortifikationsetat 1698 og samme år til oberstløjtnant af infanteriet. Ved den svenske Konge Karl 12.s landgang på Sjælland 1700 udkastede han en plan til en forstærkning af Københavns Befæstning ved feltværker, som vedtoges og straks iværksattes. 1701 udnævntes han til oberst og kommandant i Rensborg, i hvilken stilling han 1710 forfremmedes til brigadér. Ved udgangen af 1712 forsattes han til Kronborg som kommandant, og han udnævntes året efter til generalmajor af infanteriet. I de 12 år, han beklædte kommandantposten på Kronborg, arbejdede han med Iver på fæstningens forbedring, men hæmmedes i sin virksomhed ved den ringe støtte, han fandt hos Landetatens Generalkommissariat, hvortil hans herskesyge og bydende karakter, som ingen modstand tålte, var grunden. Af samme Aarsag stod han også på en spændt fod med Helsingørs Magistrat. 1725 erholdt han afsked fra sin militære stilling, og han døde 1738 i Helsingør.
Schnitter ægtede 26. december 1703 Eleonora Christiana von Qualen, datter af hofmarskal ved det fyrstelig biskoppelige hof i Eutin Otto von Qualen og Maria Friederica Wetzel von Marsilien.
1731 fik han af kongen betaling ”wegen gehabten Aufsicht” ved Frederik 4.s castrum doloris i Odense. Har samme år udført et gouachebillede af dette castrum doloris (findes på Rosenborg).

## Værker
- Leverede adskillige modeller og rekvisitter til Christian 5.s castrum doloris i Københavns Slotskirke (1699, ikke bevaret)
- Projekt til forstærkning af Københavns forsvar (1700)
- Arbejder i Rendsborg (måske sammen med Jobst von Scholten)
- Plan af Kronborgs bastioner (1715)
- Frederik 4.s castrum doloris, Skt. Hans Kirke, Odense (1730, sammen med Joachim Frederik Ramus)
- Plan og opstalt til samme (gouache, 1731, Rosenborgsamlingen)

Tilskrivninger
- Projekt til Christian 5.s castrum doloris, Københavns Slotskirke (1699)